# Artisanat et arts populaires dans l'État de Jalisco

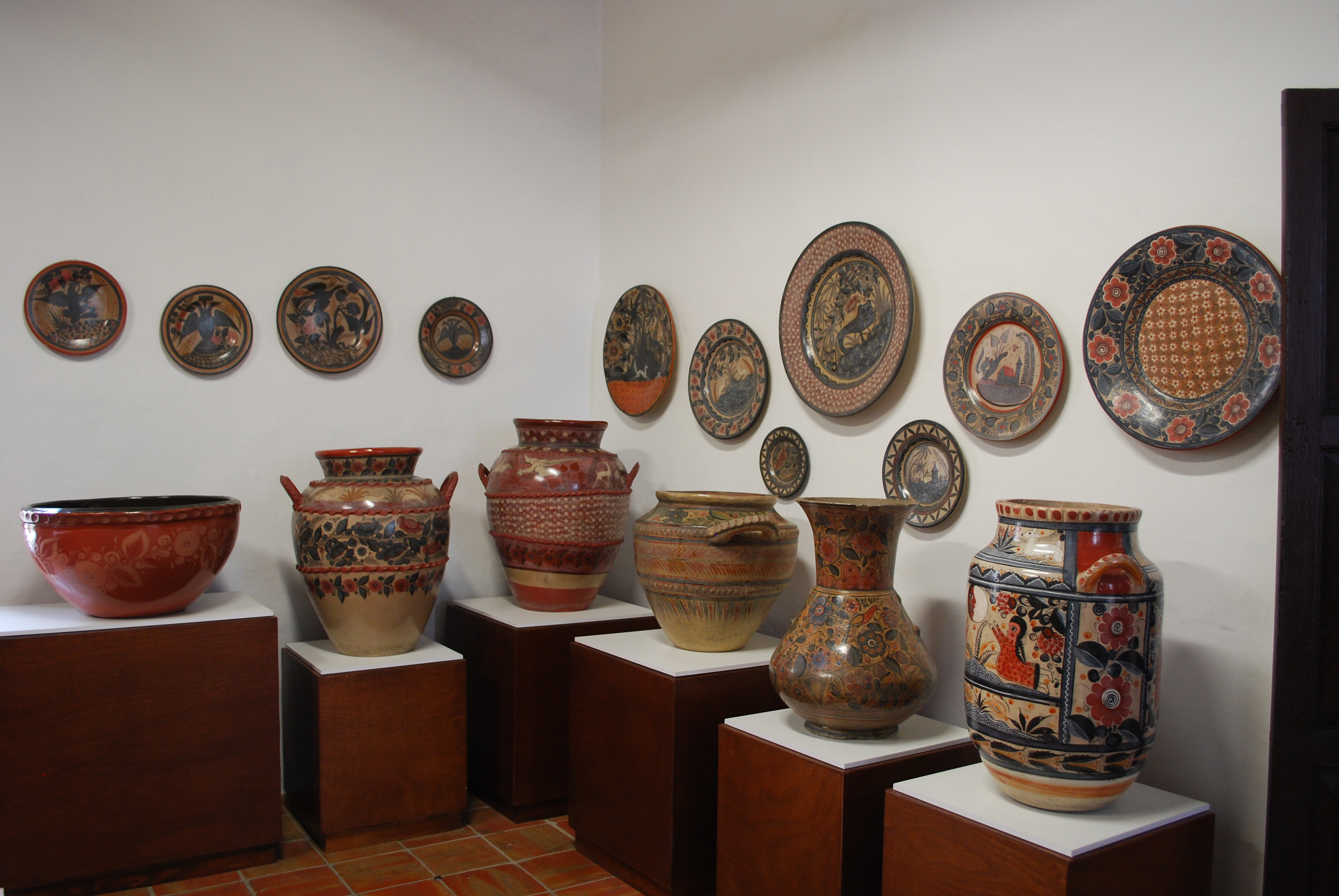
Une des salles du Musée national de la céramique de Tonalá, Jalisco.

L'artisanat et les arts populaires dans l'État de Jalisco sont notables parmi les traditions artisanales mexicaines. L'État est l'un des principaux producteurs d'artisanat, qui se distingue par sa qualité. La principale tradition artisanale est la céramique, qui a produit un certain nombre de céramistes connus, y compris Jorge Wilmot, qui a introduit le haut feu dans l'État. En plus de la céramique, Jalisco fabrique également du verre soufflé, des textiles (y compris des sarapes), des meubles en bois dont la chaise d'appoint, des paniers, des articles en métal, du piteado et de l'art huichol.

## Situation
Jalisco est l'un des principaux producteurs mexicains d'artisanat et d'art populaire, avec Michoacán et Oaxaca,. Il produit une grande quantité et une grande variété, avec un certain nombre de traditions reconnues pour leur qualité. La plupart de ces produits sont fabriqués et vendus dans la région de Guadalajara, la capitale de l'État, qui est la principale plaque tournante du commerce dans l'ouest du Mexique. En plus de fournir des emplois directs, la fabrication et la vente d'objets d'artisanat est une composante importante de l'industrie touristique de l'État.
Les traditions artisanales les plus anciennes de l'État s'étendent jusqu'à la période préhispanique et bon nombre des conceptions et des formes traditionnelles observées aujourd'hui ont été développées pendant la période coloniale. Cependant, leur statut moderne est surtout dû aux efforts de Jorge Wilmot, qui s'est installé à Tonalá dans les années 1950 après avoir étudié la céramique en Europe et en Asie. Ici et dans le Tlaquepaque voisin, il a introduit les techniques céramiques modernes, en particulier le grès à haute température. Il a étendu la production de la région de pots à des ensembles complets de plats, de grands vases, des mosaïques, des carreaux et plus encore. Pour son travail, Wilmot a reçu le Prix national mexicain des arts et des sciences en 1997,.
Les efforts de Wilmot ont été suivis par les efforts du gouvernement de l'État pour préserver et promouvoir les traditions artisanales de Jalisco. Tlaquepaque abrite le Musée régional de la céramique, fondé en 1964 par le Patronato de Artes e Industrias Populares (Patronat des arts et des industries populaires) sous la direction d'Agustín Yañez. Le musée présente les meilleurs exemples de la céramique de l'État. En 1965, Jalisco a été l'un des premiers États à créer une institution d'État, l'Instituto de Artesanía Jaliscence, pour effectuer des recherches sur l'artisanat, organiser ses artisans et commercialiser les produits d'État. L'institution a commencé comme la Casa de las Artesanías, construite dans les années 1960, avec un certain nombre d'autres projets de travaux publics.
Environ 75 000 artisans sont actifs au sein de l'Instituto de Artesanía Jaliscence. Cependant, environ la moitié d'entre eux ont plus de soixante ans et ceux de moins de trente ans déclinent ces vocations,. La principale raison en est d'ordre économique, car la plupart des artisans gagnaient un salaire de subsistance inférieur à celui de la plupart des autres professions,. En outre, l'artisanat de Jalisco est confronté à la concurrence d'imitations importées, principalement d'Asie. Le marché des crèches et des personnages religieux est un domaine particulièrement sensible.
L'État cherche à préserver l'artisanat, en enregistrant les artisans à des fins de recherche ainsi qu'à obtenir des subventions et autres aides, en particulier pour les jeunes artisans,. Cette aide comprend le matériel de base, l'équipement, la formation et la commercialisation. L'État parraine des manifestations telles que « Jalisco es Artesania » (Jalisco est artisanat) pour promouvoir l'artisanat produit dans soixante municipalités de toutes les régions de l'État, dans le cadre des efforts visant à améliorer l'économie des zones rurales en particulier.

## Traditions artisanales

### Céramique
L'artisanat le plus important de Jalisco est la céramique, qui jouit d'une réputation nationale,. Elle produit une grande variété de pièces à la fois décoratives et utilitaires, y compris des carreaux, des accessoires de salle de bains, des vases, des plats, des récipients de stockage, des bouteilles, des pots, des plateaux, des figurines, des pots et des bacs. La majeure partie de la production de l'État se situe dans la vallée de l'Atemajac, en particulier dans les villes de Tlaquepaque et Tonalá, qui produisent certaines des techniques de poterie et des styles décoratifs les plus caractéristiques du pays,.
La plus traditionnelle de ces poteries date de l'époque coloniale, et s'appelle bandera, nommée d'après le rouge et le blanc, parfois avec des motifs décoratifs peints en vert, les couleurs du drapeau mexicain. C'est une spécialité de Tonalá. La technique canelo doit son nom à sa couleur cannelle. Elle est poreuse et souvent utilisée pour les carafes à eau car elle garde les liquides au frais. Betus est une vaisselle émaillée à double cuisson, caractérisée par l'utilisation d'huile betus, dérivée de la résine de pin. Sa production est principalement basée à Tonalá et Santa Cruz de las Huertas. Il est surtout utilisé pour fabriquer des figurines d'animaux et d'humains. Bruñido, également une spécialité du Tonalá, est l'une des plus anciennes techniques de l'état, nommée d'après le brunissage fait pour son éclat plutôt que pour le glaçage. Il est fait d'un mélange d'argile noire et blanche et souvent peint avec des images de cerfs et de fleurs. Dans le même ordre d'idées, le petatillo est une poterie brunie qui se distingue par l'utilisation de fines hachures croisées dans les zones non peintes avec des images, généralement des animaux et des plantes. Deux autres styles de poterie traditionnelle sont « de bois », une poterie simple utilisée pour la fabrication de casseroles et autres et « de matiz », qui est d'un ton crémeux avec des décorations peintes en noir, rouge ou vert, souvent utilisées pour faire des figurines de l'histoire du Mexique,.
Parmi les ajouts les plus récents à la production actuelle de poterie de Jalisco, mentionnons la poterie de style majolique, souvent noire, blanche ou verte, avec peu ou pas de décoration et des pièces à feu vif comme le kaolin et le grès. Cette poterie de pointe a été introduite au milieu du XXe siècle et est principalement produite à Tlaquepaque et à Tonalá.
La longue histoire de l'État en matière de production de poterie fine a donné naissance à un certain nombre de céramistes de renom. La famille Pablo Jimón est connue pour son travail de bruñido, en particulier pour ses jarres et ses pièces de grenade. Amado Galvan fabrique des pots de bruñido, des figurines d'animaux et de grandes cuves.

### Bois
Le bois est travaillé dans diverses collectivités pour fabriquer une variété de marchandises, notamment des meubles, des jouets et des ustensiles de cuisine. L'élément le plus courant est le mobilier de différents types. Le meuble le plus connu produit dans l'état est la chaise equipal, qui sont rondes faites avec des bandes de bois et des dossiers et des sièges en cuir. Cette chaise est devenue courante dans les restaurants mexicains au Mexique et aux États-Unis, ainsi que dans les jardins et les terrasses. Le principal centre de production est Zacoalco de Torres, où de nombreuses familles les fabriquent. À l'origine, il s'agissait de chaises de cérémonie réservées aux prêtres et aux classes supérieures. Le bois provient d'un arbre appelé palo dulce, avec des sections coupées à la machette et arrangées pour former la base et les supports. Le siège et parfois d'autres parties de la chaise sont fabriqués ou recouverts de cuir. Ceux-ci sont généralement placés autour d'une table ronde. Un autre producteur est Jalostoltitlán, connu pour son travail de marqueterie pour fabriquer des meubles et des lampes de haute qualité. Cependant, la production a diminué car elle dépend du bois de sabina, qui est devenu rare,.
Teocaltiche est connue pour la production de petits objets en bois, en particulier des pièces tournées, notamment des miniatures, des jouets et des ustensiles de cuisine, notamment des molinillos, un batteur utilisé pour faire mousser le chocolat chaud,.

### Textiles
Les textiles sont principalement réalisés en coton. On trouve des pièces brodées et étirées dans différentes parties de l'État, notamment à Lagos de Moreno, San Juan de los Lagos et Encarnación de Díaz. Bien que le type le plus courant de sarape mexicain soit associé à la ville de Saltillo, dans l'état de Coahuila, l'État de Jalisco a revendiqué le titre de créateur, avec plusieurs variantes. Encarnación de Díaz a prétendu être à l'origine du sarape « Saltillo », d'autant plus Teocaltiche, qui prétend qu'ils y sont fabriqués depuis le XVIIIe siècle et réclame la dénomination d'origine. En réalité, les versions authentiques de ce sarape sont difficiles à affiner car elles nécessitent une matière première fine et une technique de tissage délicate,. D'autres styles de sarapes fabriqués dans l'état comprennent une laine fabriquée à Ajijic, ceux fabriqués à Jocotepec et un style appelé jorongo à Talpa de Allende,. D'autres articles vestimentaires artisanaux comprennent des rebozos en soie, des écharpes, des chemises et des tabliers appelés chincuetes ou tilmatlis, surtout à Tlaquepaque, Tonalá, Lagos de Moreno, Tuxpan et au bord du lac de Chapala. Les Huichols du nord de l'état sont réputés pour leur broderie.

### Autres

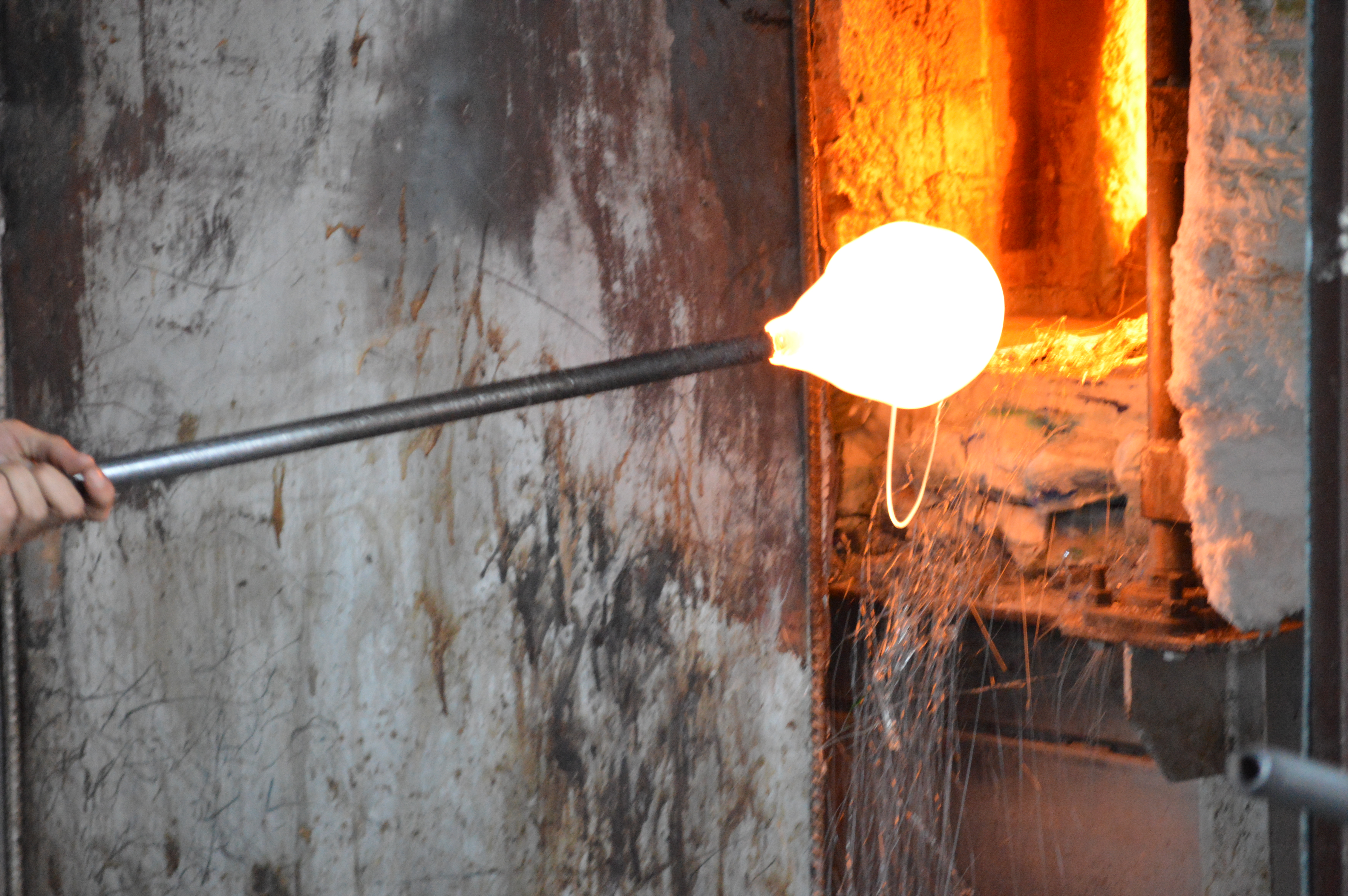
Chauffage du verre pour le soufflage chez Cristacolor à Tonalá.

Le verre soufflé a été une industrie importante dans l'état depuis le début du XXe siècle, en particulier à Tonalá et Tlaquepaque. Initialement, il a été développé pour fabriquer des bouteilles pour l'industrie de la tequila. Depuis lors, elle s'est développée dans la fabrication d'objets utilitaires et décoratifs variés, utilisant diverses techniques. Les couleurs traditionnelles des pièces de verre sont le bleu cobalt, l'améthyste et le vert. Le verre soufflé reste fidèle aux formes traditionnelles ainsi qu'à la division du travail, avec des ateliers ayant des apprentis et des ouvriers sous la direction d'un maître artisan. Cependant, des installations plus modernes sont entrées en jeu depuis le milieu du XXe siècle, lorsque José Camarasa a commencé à fabriquer des prismes de verre pour les luminaires et les lampes à Tlaquepaque. Il réalise également des pièces ornementales et utilitaires en cristal au plomb, les pièces rouges étant particulièrement prisées .

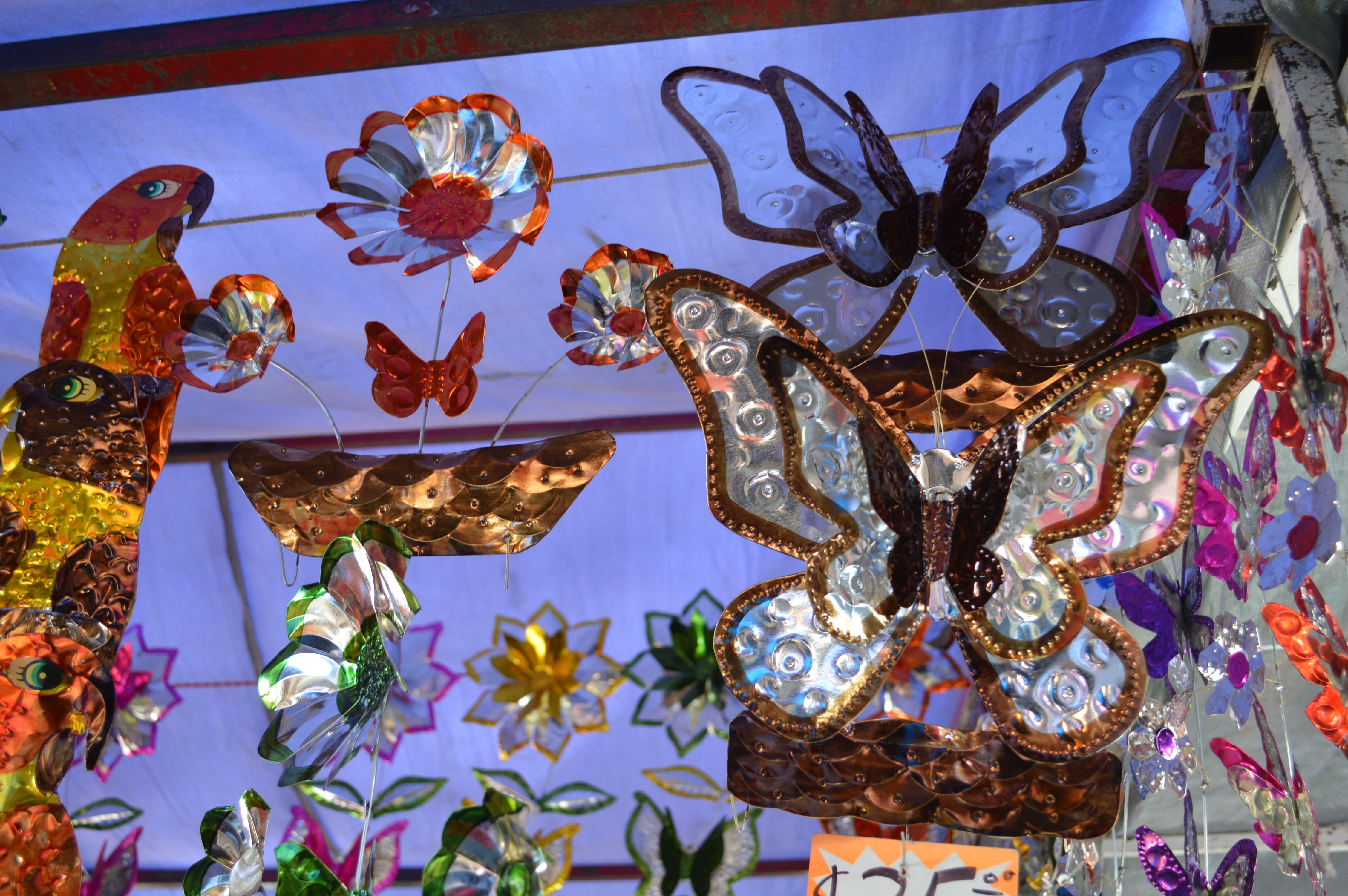
Articles en fer-blanc à Tonalá.

Les métaux comprennent le fer, l'or, l'étain, le cuivre et l'argent pour fabriquer des objets fins et quotidiens. L'étain est travaillé à partir de feuilles pour fabriquer des objets décoratifs tels que des cadres de miroirs et des décorations de Noël. Le fer forgé est principalement travaillé à Guadalajara et à Sayuda où l'on fabrique des couteaux, des lames et des machettes et où se trouve le musée des couteaux. L'argent est transformé en bijoux (boucles d'oreilles, colliers, bracelets, bagues, etc.) à Guadalajara, qui est l'un des principaux centres du Mexique pour ce travail. L'étain est transformé en bols, assiettes, cadres et plus encore.
Une partie de la région des Huichols se trouve à Jalisco, et l'artisanat associé à ce groupe ethnique se trouve dans l'état. À l'origine, ils étaient de nature votive mais un certain nombre de techniques ont été adaptées à la fabrication d'objets commerciaux. Il s'agit notamment de peintures de fils et de la fabrication des yeux de Dieu, ainsi que des pièces décorées de fines perles. Ces pièces commerciales vont de celles à l'imagerie traditionnelle à celles qui incorporent des motifs plus modernes. Bolaños a sponsorisé la création d'une sculpture de cerf de sept mètres de long incrustée de perles dans le style .
Comme Jalisco est connu pour ses charros, le travail du cuir et une technique décorative appelée piteado sont importants. Le cuir est produit à partir de bovins, de peaux de moutons et formé en ceintures, bottes, huaraches (en particulier à Concepción de Buenos Aires), autres chaussures, sacs, fouets, fouets, chaps, selles et plus. Beaucoup de ces pièces sont décorées avec du piteado, une sorte de broderie utilisant de la fibre ixtle résistante. La ville de Colotlán est particulièrement connue pour son .
Le travail de la pierre se fait principalement dans le grès rose (cantera) de la région de Los Altos. Dans cette région, beaucoup d'édifices publics comme les églises ont des éléments décoratifs tels que des colonnes, des fontaines et plus encore réalisés en cette pierre. Il est également utilisé pour fabriquer des tables, d'autres meubles, des personnages religieux et plus encore.
La vannerie est encore pratiquée dans la région du lac de Chalapa, où le lac est encore une source de roseaux et de joncs. D'autres matériaux utilisés comprennent des branches de saule et des feuilles de palmier pour fabriquer des paniers, des nattes, des chapeaux, des cordes et plus encore. Parmi les villes notées pour ce travail figurent Jocotepec, Encarnación de Díaz, Usmajac Gomez Farias, Zapotitlán, Tecolotlán, Cuquio, Zapotlán, Barra de Navidad et San Miguel Cyutlan.
Les masques sont fabriqués dans différentes parties de l'État et dans divers matériaux, traditionnellement liés à des danses cérémonielles telles que le mecos ou les Apaches à Los Altos, les tastoanes (es) à Santa Cruz de la Huertas (Tonalá), les diablos à Cajititlán, les aguila real à Zapopan, les tatachines dans le nord et les paixtles à Zapotlan el Grande et Tuxpan.
Parmi les autres produits artisanaux, on peut citer la cartonería (piñatas, masques et objets décoratifs), les jouets fabriqués à Santa Ana Acatlán, les miniatures fabriquées à Tlaquepaque et les articles en enveloppe de maïs fabriqués à Acatlán de Juárez.

## Centres artisanaux
La plupart des produits artisanaux de l'État sont produits dans la vallée de l'Atemajac, dans la capitale de l'État et ses environs. Il s'agit notamment de Tlaquepaque, Tonalá, Tateposco, San Antonio de las Huertas, El Rosario et Santa Cruz. Chacune a ses propres spécialités et designs. Les deux principaux centres de production sont Tlaquepaque et Tonalá, qui fabriquent différents types de poteries à bas et haut feu, des articles en aluminium, des vêtements, du cuir, des métaux tels que l'étain, le fer, le bronze et le cuivre, la pierre, l'osier, le bois, la cartonería, les feux d'artifice, le verre soufflé, le verre taillé et le plâtre. La principale tradition est la poterie, émaillée et non émaillée, y compris les figures sculptées qui comprennent celles des crèches, celles des personnalités publiques comme les présidents mexicains. La famille Panduro, qui le fait depuis plusieurs générations, est l'une des familles les plus connues en la matière. Non seulement ces villes produisent, mais elles sont aussi les principaux débouchés de l'artisanat pour l'ensemble de l'État, en particulier pour les produits les plus fins. Tonalá abrite le Musée national de la céramique, fondé par Jorge Wilmot.
Les bijoux en argent sont principalement fabriqués à Guadalajara, qui est l'un des centres les plus importants pour ce type de travail.
En dehors de cette zone, la ville de Sayula se spécialise dans la céramique de majolique, une tradition qui a été ravivée. La ville de Talpa de Allende abrite une tradition très locale de fabrication d'images religieuses et de pièces ornementales telles que des paniers de fleurs et des fleurs avec une substance gommeuse locale appelée « chicle ». Bien que colorés, ils se dégradent rapidement. La plupart sont achetés chaque année à l'occasion d'une fête de la Vierge Marie célébrée dans la ville,.